# ماجد الکدوانی
ماجد الکدوانی (عربی: ماجد الكدواني؛ زادهٔ ۱۰ دسامبر ۱۹۶۷) هنرپیشه اهل مصر است.
از فیلم‌ها یا برنامه‌های تلویزیونی که وی در آن نقش داشته‌است می‌توان به ۶۷۸، اسماء، و قبل از شلوغی تابستان اشاره کرد.

## زندگی‌نامه
ماجد الکدوانی در سال ۱۹۶۷ در منطقه شبرا، قاهره مصر متولد شد. در سن جوانی، ماجد در سنین نوجوانی و جوانی تا ۱۸ سالگی در کویت بزرگ شد. وی تا سن ۱۸ سالگی در کویت پرورش یافت. وی ضمن تحصیل در رشته طراحی در دانشکده هنرهای زیبا، کار حرفه‌ای خود را آغاز کرد. سپس در مؤسسه هنرهای تئاتر ثبت نام کرد و در سال ۱۹۹۵ فارغ‌التحصیل شد. وی هم‌اکنون در شهر الرهاب زندگی می‌کند.